# Llac Nipissing
El llac Nipissing és un llac que es troba a la província canadenca d'Ontario, entre el riu Ottawa i el llac Huron.

## Geografia
Amb una superfície de 873,3 km² el llac es troba a 196 msnm. La seva profunditat mitjana és de 4,5 metres, amb una profunditat màxima de 52 metres. La seva llargada màxima és de 65 km, per 25 d'amplada. El llac compta amb nombroses illes al seu interior. Al nord-oest del llac es troba el principal centre urbà de la seva riba, North Bay. Altres localitats que es troben a la riba són: Callander, Sturgeon Falls, Garden Village, Cache Bay i Lavigne.
El llac drena vers el llac Huron a través de la badia georgiana i el riu French. Es troba a 25 km al nord-oest del Parc provincial Algonquí.

## Història
El primer europeu a visitar el llac fou el comerciant de pells francès Étienne Brûlé, el 1610. Jean Nicolet, un altre comerciant francès va viure durant 8 o 9 anys pels voltants del llac amb els indis fins a 1633, quan va ser demanat a Quebec com a intèrpret per la Compagnie des Cent-Associés. El primer assentament europeu al voltant del llac es remunta a 1874 i el 1882 la Policia Muntada del Nord-oest s'instal·là al nord-est del llac.

## Economia
En uns inicis l'economia de la zona es basava en el comerç de pells, però en l'actualitat està orientada més al turisme.